# Љубитино
Љубитино (рус. Любытино) насељено је место са административним статусом варошице (рус. посёлок городского типа) на северозападу европског дела Руске Федерације. Налази се у северном делу Новгородске области и административно припада Љубитинском рејону чији је уједно и административни центар.
Према проценама националне статистичке службе за 2014. у вароши је живело 2.619 становника.

## Географија
Варошица Љубитино смештена је у северном делу Новгородске области, у западним деловима Валдајског побрђа. Налази се на десној обали реке Мсте, а кроз насеље протичи у две мање притоке Мсте Белаја и Забитица.
Љубитино је значајан као железничка станица на линији Неболчи—Окуловка.

## Историја
Према легенди насеље је 947. године основала кнегиња Олга, супруга књаза Игора Рјуриковича. Легенда каже да је кнегиња путујући уз Мсту ка Новгороду делила земљу на „погости“ (имања), а једно од њих је било и доцније насеље Љубитино.
У писаним се пак изворима насеље се први пут помиње у летописима из 1581. као погост Прокопјевски (рус. Прокопьевский) на десној обали Мсте. На левој обали насупрот насеља се налазио засеок Бељски који се помиње још раније, у летопису из 1495. године.
На прелазу из XIX у XX век у насељу је живело 150 људи у 30 кућа, а у исто то време село је било познато као трговиште за стоку, дрво и брашно. Године 1927. успостављен је Бељски рејон, а самим тим село Белоје постаје његовим административним центром. У марту 1931. и село и рејон добијају садашње име.
Статус урбаног насеља типа варошице добија 1965. године.

## Демографија
Према подацима са пописа становништва 2010. у вароши је живело 3.031 становника, док је према проценама националне статистичке службе за 2014. варошица имала 2.619 становника.
| 1939. | 1959. | 1970. | 1979. | 1989. | 2002. | 2010. | 2014. |
| ----- | ----- | ----- | ----- | ----- | ----- | ----- | ----- |
| 718   | 1,551 | 2,334 | 2,636 | 3,474 | 3,300 | 3,031 | 2,619 |